# 펭수
펭수(남극 '펭'+빼어날 '수'(秀))는 EBS의 텔레비전 프로그램 《자이언트 펭TV》에 등장하는 펭귄 캐릭터이다. 펭수는 현재 EBS 연습생으로 최고의 크리에이터가 되는 것이 꿈이라고 밝혔다. 2019년 12월 29일 MBC 방송연예대상에서 본
본인이 즐겨먹는 참치로 만들어진 꽃다발을 수상자에게 수여하였다. 타이거 JK, 비지, 비비와 《펭수로 하겠습니다》 라는 앨범을 내기도 했다. 팬덤 이름은 펭클럽이다.

## 역사
펭수는 2019년 3월에 시작된 《자이언트 펭TV》에 등장하는 펭귄 캐릭터이다. 처음에는 어린이를 대상으로 설정한 캐릭터로 한국의 일산초등학교에 전학을 온 에피소드가 방영되었다. 유튜브 채널이 함께 운영되었고 5월까지 구독자 수는 37명에 불과하였다.
그러나 그 동안의 어린이 프로그램 캐릭터가 가지는 모범적인 이미지를 벗어나 '깨방정'을 떠는 모습이나 솔직하게 질투를 표출하는 모습 등 일종의 안티히어로적인 모습을 보이면서 어린이가 아닌 성인들이 더욱 열광하는 모습을 보이게 되었다. EBS 육상 선수권 대회 (E육대)라는 프로그램에서 다른 캐릭터들과 등장하면서 인기를 끌기 시작하였고, EBS의 사장 김명중의 이름을 거침없이 호명하며 투덜대는 장면은 직장인들의 큰 호응을 얻었다. 현재 어른들의 뽀통령으로 불리고 있다.
대중적 인기가 상승하자 연습생이라는 설정을 이용해 MBC의 마이 리틀 텔레비전 V2에는 도티와 같이 나오기도 했다. 이와 같은 프로그램에도 등장하여 이른바 펭성(펭귄+인성 (人性))을 드러내었고, 외교부에서 촬영한 일을 두고는 신분 확인이 안된 캐릭터를 국가 1급시설에 출입케 하였다는 바른미래당 정병국 의원의 문제 제기와 펭수의 신분은 EBS의 영업비밀로서 방송된 내용은 사전 신분 확인을 거친 뒤 편집된 것이라는 외교부의 해명이 화제가 될 정도였다.
2019년 11월 11일 경 유튜브 채널의 구독자 수가 50만 명을 넘었으며, 2019년 11월 13일에 펭수의 카카오톡 이모티콘이 출시되었다. 2019년 11월 16일 JTBC 《아는 형님》에 게스트로 출연하였다. 펭수가 패션 화보를 촬영하는 에피소드가 2019년 11월 15일에 방영되었으며, 이 때 촬영한 화보가 패션 잡지 《나일론》 12월호에 게재되었다. 11월 18일 펭수는 영화 《천문: 하늘에 묻는다》와의 협업으로 허진호 감독과 만나 영화 오디션을 본다는 내용의 에피소드를 촬영하였다. 11월 22일에는 펭수와 패스트 패션 브랜드 스파오의 협업이 발표되었다.
2019년 11월 26일 유튜브 채널 구독자 100만 명 도달을 앞두고 2019년 11월 28일 유튜브에서 라이브 방송을 할 예정임을 발표하였다.2019년 11월 27일 유튜브 채널 구독자가 100만 명을 돌파하였다. 12월 4일 인크루트가 조사한 2019년 올해의 인물 방송·연예 분야에서 1위에 선정되었다. 높은 인기로 협업 요청이 쇄도하자 EBS는 12월에 전담 태스크 포스를 조직하였다.
12월 6일 첫 상업 광고로 한국인삼공사의 정관장 광고를 EBS 사옥에서 촬영하였다. 2020년 1월 1일 보신각 제야의 종 타종 행사에 참석하였으며 2020년 1월 13일 JTBC 뉴스룸에서 "제야의 종 타종행사에 참석한 첫 번째 펭귄"으로 소개된바 있다. 2020년 1월 5일 골든디스크 시상식에 시상자로 참석하면서 자신의 우상인 방탄소년단을 만났다.
그리고 《슈퍼맨이 돌아왔다》에 윌리엄, 벤틀리와 만나 즐겁게 노는 모습이 공개되었다. 2020년 1월 29일 유튜브 채널 구독자가 200만 명에 도달하였다. 2020년에 출시된 2020학년도 EBS 수능특강 및 EBS 만점왕 문제집 표지 모델로 들어가기도 했다.
2020년에 [[Show Me The Money 9](쇼미더머니9)]에 지원하여 영상심사에서 합격하였다.
우당탕탕 은하안전단 시작송도 만들었다.

## 캐릭터 설정
공식 홈페이지의 자기 소개서에 의하면 펭수의 나이는 10살, 현재 신분은 EBS의 연습생이다. 펭수는 나이를 먹지 않으며 자신은 "평생 친구하기로 했기 때문에" 계속 10살이라고 한다. 오디션 영상에서 펭수가 말한 바에 따르면 최고의 크리에이터가 되기 위해 남극에서 헤엄쳐가다 스위스에 불시착해 요들송을 배우고 스위스에서부터 인천 앞바다까지 헤엄쳐 왔다고 한다. 그리고 EBS의 뽀로로처럼 되고싶어 왔다고하였다. 펭수의 성별은 불명이며, 펭수만의 화장실과 샤워실을 사용하는 것으로 묘사된다. 종은 자이언트 펭귄이며, 《세계일보》와의 인터뷰에서 자신이 유일한 자이언트 펭귄이라고 밝혔으나, 《슈퍼맨이 돌아왔다》에 출연했을 때나 《펭수로 하겠습니다》의 가사에서는 자신이 황제펭귄이라고 하였다.
보건복지부에서 펭수에게 펭수의 가족 그림을 선물했으나 자신에게 동생은 없다고 했으며, 세계일보와의 인터뷰와 《아는 형님》에서 펭수의 한자가 남극 펭, 빼어날 수(秀)라고 밝혔다. 《마이 리틀 텔레비전 V2》에서 펭수의 헤드셋은 김명중 EBS 사장이 준 것으로, 브랜드는 김명중이고, 유일한 것이라고 소개하였다.

## 평가
《자이언트 펭TV》는 "한때 어린이였던 어른이"를 위한 방송이라는 평을 듣는다. 펭수 본인은 비교당하는 것을 싫어하지만 "어른들을 위한 B급 뽀로로"라는 평도 있다.

## 여담
- 이말년을 만나는 에피소드에서 같은 펭귄이자 그 동안 EBS의 대표적인 캐릭터였던 뽀로로와 갈등에 대해 "화해했습니다. 그래도 보기 싫은 건 똑같습니다."라고 답했다.[35]
- 펭수가 김명중 EBS 사장의 이름을 자주 언급하는 데 대하여 김명중 사장은 "처음에는 불편했는데 지금은 펭수의 표현의 자유"라고 반응하였다.[36]
- 펭수는 빙그레가 2019년 6월부터 7월에 개최한 슈퍼콘 댄스 챌린지에 참가하였으나 137위에 그쳤다.[37][38] 2019년 12월 22일 슈퍼콘 챌린지 담당자가 EBS에 방문하여 펭수에게 메로나 칫솔과 참치회를 선물로 주는 영상이 공개되었으며,[39] 2020년 1월 28일 빙그레의 붕어싸만코의 모델로 펭수가 발탁되었음이 발표되었다.[40]
- 2020년에 방송된 Show me the Money 9에 지원하였다.
- 2020년 10월 18일에는 T전화×NUGU이벤트에 참여했으며 현재 그 이벤트는 계속되고 있다.
- 2020년 11월 26일부터 넥슨 코리아와 콜라보레이션을 하였다.
- 흔한남매에게 200만 구독자가 되는 방법을 알고싶어 찾아가 스승과 제자 관계를 맺자고 해 흔한남매와 제자와 스승이 됐다. 흔한남매에게 배우는 영상이 유튜브에 올라왔다.
- 달리기를 가장 잘한다고 한다.

## 음반 목록
| 제목                                         | 연도   | 최고 순위 | 앨범                     |
| 제목                                         | 연도   | 가온      | 앨범                     |
| -------------------------------------------- | ------ | --------- | ------------------------ |
| 펭수로 하겠습니다 with 타이거 JK, 비지, 비비 | 2020년 | 54        | Billboard Project Vol. 1 |
| 크리스마스 리턴즈                            | 2020년 |           |                          |

## 커버곡 목록
| 제목                            | 공개일           | 원곡 가수                | 비고 |
| ------------------------------- | ---------------- | ------------------------ | ---- |
| You've got a friend in me       | 2019년 7월 20일  | 랜디 뉴먼                |      |
| Let It Go                       | 2019년 8월 21일  | 이디나 멘젤              |      |
| 눈                              | 2019년 9월 24일  | 릴타치, 호치키스         |      |
| 잔소리                          | 2019년 9월 24일  | 아이유, 임슬옹           |      |
| 삼바의 여인                     | 2019년 9월 24일  | 설운도                   |      |
| We Will Rock You                | 2019년 9월 24일  | 퀸                       |      |
| A Whole New World               | 2019년 11월 29일 | 피보 브라이슨, 레지나 벨 |      |
| Santa Tell Me                   | 2019년 12월 24일 | 아리아나 그란데          |      |
| 실버판테온                      | 2020년 4월 8일   | 장범준                   |      |
| 내가 너의 곁에 잠시 살았다는 걸 | 2020년 5월 1일   | 토이                     |      |
| 테스형!                         | 2020년 10월 5일  | 나훈아                   |      |

## 광고 모델
| 기업명          | 제목/제품명                                                       | 연도   | 광고 영상 | 참조 |
| --------------- | ----------------------------------------------------------------- | ------ | --------- | ---- |
| 한국인삼공사    | 정관장                                                            | 2020년 |           |      |
| 동원F&B         | 동원참치                                                          | 2020년 |           |      |
| LG생활건강      | 샤프란 아우라                                                     | 2020년 |           |      |
| 빙그레          | 붕어싸만코                                                        | 2020년 |           |      |
| 코카콜라 컴퍼니 | 미닛메이드                                                        | 2020년 |           |      |
| 광동제약        | 비타500                                                           | 2020년 |           |      |
| 공익광고협의회  | 나의 첫 선거 (대한민국 제21대 국회의원 선거를 주제로 한 공익광고) | 2020년 |           |      |
| 제주항공        |                                                                   | 2020년 |           |      |

## 같이 보기
- 김명중
- 자이언트 펭TV
- EBS
- 펭수로 하겠습니다
- 남극
- 펭귄
- 황제펭귄
- 뽀로로
- 뿡뿡이
- 아미 (팬덤)

### 내용주
1. ↑  '남극 펭'이라는 한자는 존재하지 않는다.

### 참조주
1. ↑  이경탁 기자가수로 데뷔한 펭수, 음원 차트 1위 달성... 빌보드를 노린다 2020년 4월 22일
2. ↑  적자늪 EBS, ‘펭수’로 실적개선 기대감 꿈틀, IT조선, 2019년 11월 4일
3. ↑  "관종 펭귄, 초등학교 습격?" 펭수, 학교 가다! EP.01, 유튜브
4. ↑  “대한민국은 펭하!” 경계를 넘나드는 펭귄, 펭수앓이 왜?, 경향신문, 2019년 11월 8일
5. ↑  '펭TV' 펭수 "교육은 가르치는 게 아니라 인생 그 자체", 한국경제, 2019년 10월 2일
6. ↑  애들 지각시켰다고 항의 많이 받았던 개그우먼의 근황, 2019년 10월 21일
7. ↑  이민정; 김지혜 (2019년 10월 26일). “꼰대 깨부수는 병맛 센스···'어른들의 뽀로로' 펭수 만났다”. 《중앙일보》.
8. ↑  최윤정 (2019년 11월 10일). “[포커스] 어른들의 뽀통령…'펭수' 인기 비결”. 《TV조선》. 2020년 11월 22일에 확인함.
9. ↑  최영주 (2019년 10월 28일). “펭수 출연 '마리텔 V2', 28일 방송…'펭성 논란' 해명하기도”. 《노컷뉴스》.
10. ↑  박광수 (2019년 11월 7일). ““펭수, 출입규정 위반” 보도에 외교부 “사전협의된 내용” 반박”. 《중앙일보》.
11. ↑  11월 23일에 85만명을 넘었다. 자이언트 펭TV 커뮤니티, 유튜브
12. ↑  장우정 (2019년 11월 13일). “'대세 펭귄' 펭수, 카카오톡 이모티콘 나왔다”. 《조선일보》.
13. ↑  조현주 (2019년 11월 10일). “"이젠 JTBC"...펭수, '아는형님' 출연 예고 '진짜 대세가 떴다'”. 2019년 11월 10일에 확인함.(하지만 많은 사람들이 펭수가 아는형님 예고편을 보고 매인으로 기대했다는 여담도 있다.(오해하지마세요. 이런일도 있었다는 여담과 뉴스기사가 찾다보면 있어요!거짓말 아님)그래서 많이 기대했다가 짧게 나와서 실망했었다고....)
14. ↑  신지원 (2019년 11월 16일). “나일론 12월호, 펭수 첫 단독 화보 공개”. 2019년 12월 14일에 원본 문서에서 보존된 문서. 2019년 11월 18일에 확인함.
15. ↑  조연경 (2019년 11월 19일). “'대세' 펭수, '천문' 만났다…사극연기 오디션 '촬영 완료'[공식]”. 《일간스포츠》 (중앙일보).[깨진 링크(과거 내용 찾기)]
16. ↑  “스파오 SPAO 인스타그램”. 2019년 11월 22일에 확인함.
17. ↑  “자이언트 펭TV”. 2019년 11월 27일에 확인함.
18. ↑  “자이언트 펭TV”. 2019년 11월 27일에 확인함.
19. ↑  “펭수·송가인·손흥민… 인크루트 '올해의 인물'”. 《조선비즈》.
20. ↑  “EBS, 전담 TF 꾸려 '펭수' 특급 대우”. 조선비즈. 2019년 12월 5일. 2019년 12월 10일에 확인함.
21. ↑  “‘대세’ 펭수, 정관장 광고모델로 나선다…몸값 얼마일까”. 2019년 12월 6일. 2019년 12월 10일에 확인함.
22. ↑  “펭수 인기 증명한 제야의 종 “새해 복 많이 받으세요!””. 《KBS뉴스》. 2019년 12월 31일.
23. ↑  정유나. “"정말 영광" 펭수, 드디어 방탄소년단 만났다…합동 댄스 '깜찍'”. 스포츠조선.
24. ↑  김지현 (2019년 11월 15일). “[방송소식] 펭수, EBS 수능특강 표지모델 外”. 2020년 6월 21일에 확인함.
25. ↑  캐릭터 소개, EBS
26. ↑  “[Ep.85] 할머니들과 남극식 나이 먹어봤습니다”.
27. ↑  “EBS 최초 연습생 펭수의 오디션 합격 TIP *최초공개*”.
28. 1 2 3  펭수에 대한 모든 QnA
29. ↑  [단독] 펭귄 의혹 전격 해부! ㅣ독점 인터뷰: 김민교, 양치승 [Ep.57] 자세히 보면 남이라고 적혀있다
30. ↑  맨날 친구 만나러 간다는 펭수의 비밀?! [펭귄극장EP3_스타는 외로워]
31. ↑  “펭성 무엇 ???? (카메라 뒤 펭수는...)”. 《대한민국 보건복지부 유튜브 채널》.
32. ↑  실제로 존재하지 않는 한자이다.
33. ↑  최영주 (2019년 10월 17일). “지금까지 이런 펭귄은 없었다…2030도 사로잡은 '펭수'”. 《노컷뉴스》.
34. ↑  안태현 (2019년 11월 2일). “어른이의 B급 뽀로로' 지상파 선 넘는 EBS 대세 펭수”. 《뉴스1》.
35. ↑  '자꾸 교육방송 선 넘는' 이말년(침착맨)과 펭수(EBS 연습생)의 짤방 폭격! EP.31, 유튜브
36. ↑  펭수 사랑 김명중 EBS사장 단독 인터뷰 "펭수에게 참치 사주겠다!" 191021
37. ↑  “빙그레아이스크림 공식 인스타그램”.
38. ↑  “펭수가 분노의 병뚜껑 챌린지를 하게 된 사연! (feat. 슈퍼콘)”.
39. ↑  “탕과 온탕을 오가는 지옥의 뒤끝파티 (feat.슈퍼콘 챌린지)”.
40. ↑  “빙그레아이스크림 공식 인스타그램”. 2020년 1월 28일.
41. ↑  “Gaon Digital Chart”. Gaon Music Chart.
  - “2020 Week 17 Digital Chart”. 2020년 4월 30일에 확인함.